# Criminal Squad 2
Criminal Squad 2 (Originaltitel Den of Thieves 2: Pantera) ist ein Spielfilm aus dem Jahr 2025 von Regisseur und Drehbuchautor Christian Gudegast. Es handelt sich um die Fortsetzung von Criminal Squad (2018), die Hauptrollen übernahmen erneut Gerard Butler und O’Shea Jackson jr.

## Handlung
Big Nick folgt Donnie Wilson nach Europa, nachdem es Wilson gelungen war, sich mitsamt der Beute dorthin abzusetzen. Donnie plant mit einer neuen Crew einen neuen Coup: das World Diamond Center soll ausgeraubt werden. Aber anstatt Donnie zu verhaften, arbeitet Big Nick mit ihm zusammen.

## Besetzung und Synchronisation
Die deutschsprachige Synchronisation übernahm die aunusFilm Synchron GmbH. Dialogregie führte Robin Kahnmeyer, der auch das Dialogbuch schrieb.
| Rolle                        | Darsteller            | Synchronsprecher         |
| ---------------------------- | --------------------- | ------------------------ |
| Nicholas „Big Nick“ O'Brien  | Gerard Butler         | Tobias Kluckert          |
| Donnie Wilson / Jean-Jacques | O’Shea Jackson junior | Jan-David Rönfeldt       |
| Chava                        | Nazmiye Oral          | Silvia Mißbach           |
| Clement                      | Emanuel Felix         | Johann Christof Laubisch |
| Concierge                    | Stéphane Coulon       | Viktor Neumann           |
| der Oktopus                  | Adriano Chiaramida    | Rainer Gerlach           |
| Dragan                       | Orli Shuka            | Lutz Schnell             |
| Florentin                    | Cristian Solimeno     | Matti Klemm              |
| Holly                        | Meadow Williams       | Annabelle Mandeng        |
| Jovanna / Cleopatra          | Evin Ahmad            | Rubina Nath              |
| Kylian                       | Mark Grosy            | Peter Sura               |
| Lady Mondini                 | Celia Bermejo         | Irina Wrona              |
| Lambor                       | Joshua Gabriel Liège  | Francois Rossier         |
| Marko                        | Dino Kelly            | Jaron Löwenberg          |
| Milan Lovren                 | Swen Temmel           | Benoit Pitre             |
| Polizist Hugo                | Yasen Zates Atour     | Julien Haggège           |
| Polizist Varane              | Constantin Vidal      | Oscar Räuker             |
| Slavko                       | Salvatore Esposito    | Tobias Nath              |
| Vigo                         | Rico Verhoeven        | Sebastian Borucki        |
| Vuk                          | Velibor Topić         | Adrian Kostré            |
| Zamba                        | Fortunato Cerlino     | Marko Bräutigam          |
| „Lobbin Bob“ Golightly       | Jordan Bridges        |                          |

## Produktion und Veröffentlichung
Der Film wurde von Tucker Tooley Entertainment, eOne Features, G-Base  und Diamond Film Productions produziert, Produzenten waren Gerard Butler, Mark Canton, Alan Siegel und Tucker Tooley. Dreharbeiten fanden von April bis Anfang Juli 2023 im Vereinigten Königreich und auf den Kanarischen Inseln statt. Drehort war unter anderem Santa Cruz de Tenerife.
Die Kamera führte Terry Stacey, die Musik schrieb Kevin Matley, die Montage verantwortete Roberth Nordh. Das Szenenbild gestaltete Sébastien Inizan  und das Kostümbild Cristina Sopeña. Von der Motion Picture Association erhielt der Film ein R-Rating.
Regisseur Christian Gudegast ließ sich vom Diamantenraub in Antwerpen inspirieren, bei dem im Februar 2003 Edelsteine im Wert von über 100 Millionen Euro erbeutet wurden. Als filmische Vorbilder für den Film nannte er Ronin, Sexy Beast und die Mafia-Filme Suburra und Gomorrha – Reise in das Reich der Camorra.
In den USA kam der Film am 10. Januar 2025 in die Kinos, der deutsche Kinostart erfolgte am 16. Januar 2025.
Die internationale Fassung des Films ist gegenüber der US-amerikanischen um ca. 13 Minuten kürzer. Im Januar 2025 wurde bekannt, dass mit der Entwicklung eines dritten Filmes der Den-of-Thieves-Reihe begonnen wurde.

## Rezeption

### Kritiken
Alexandra Seitz vergab auf epd-film.de zwei von fünf Sternen. Der Film stelle ebenso wenig Herausforderungen an das Zuschauergehirn wie sein Vorgänger. Christian Gudegast setzte hier neuerlich mit Getöse ein eher bescheidenes eigenes Drehbuch in Szene.
Yannick Vollweiler bewertete den Film auf film-rezensionen.de mit drei von zehn Punkten. Dieser sei deutlich zu lang und verliere sich in der Einführung von Charakteren, deren Beziehungen kaum vertieft werden. Die Chance, Dynamiken innerhalb des Teams spannend zu gestalten, werde zugunsten einer uninspirierten und ebenfalls zu langen Heist-Szene verpasst, gefolgt von schlecht inszenierter Action.
Christoph Petersen (drei von fünf Sternen) meinte auf Filmstarts.de, dass die Produktion mit weniger Twists und Testosteron als im Vorgänger vor allem von der Chemie zwischen Gerard Butler und O’Shea Jackson Jr. lebe, die eine leinwandtaugliche Runde Räuber und Gendarm miteinander spielen.
Filmkritikerin Antje Wessels meinte auf wessels-filmkritik.com, dass die Fortsetzung das Macho-Gehabe seiner Hauptfiguren um ein Vielfaches zurückfahre, in Sachen qualitativer Action gleich mehrere Schippen obendraufsetze und sich ganz auf den Heist-Aspekt dieses sehr gelungenen, seinen Vorgänger in Gänze in den Schatten stellenden Sequels konzentriere.
mucke-und-mehr.de schrieb, dass diesmal mehr auf die technische Durchführung als auf Action gesetzt werde, was gar nicht mal schlecht sei, insgesamt aber wisse auch Teil zwei nicht übermäßig zu fesseln. Der Film profitiere vom neuen Spielort, zudem sei das Zusammenspiel von Butler und Jackson Jr. gut anzuschauen. Der Raub selbst wirke allerdings trotz Hochglanz-Optik etwas weniger spektakulär. Insgesamt komme die Nummer an die Faszination von Heist-Präsentationen wie zum Beispiel der Oceans-Trilogie oder Haus des Geldes nicht heran.
Louis Kiehl (vier von fünf Toasts) bezeichnete den Film auf filmtoast.de als unerwartet originell. Gudegast feuere nach einem zusammengeklaubten Action-Konglomerat einen Heist-Film alter Schule in bester Manier ab, der vor allem über die langen 132 Minuten fesselnd erzählt sei. Gerard Butler schaffe ein weiteres Mal aus der Zeit gefallenes Kino höchster Güteklasse.
Die österreichische Programmzeitschrift TV-Media vergab zwei von vier Punkten. Regisseur Gudegast habe viel Action und Tempo rausgenommen. Bereits die gegenüber der US-Version um 15 Minuten gekürzte Europa-Version komme um 20 Minuten überdehnt vor. Auch, weil die fahrige Kamera zu oft und zu lange mit Großaufnahmen in die starren Gesichter von Butler, Jackson & Co blicke. Einige Sequenzen wären recht spannend, auch wenn man nicht nach Logik fragen dürfe. Die Schauwerte seien für 40 Millionen US-Dollar ebenfalls überdurchschnittlich.

### Einspielergebnis
In den USA und Kanada belegte der Film am Startwochenende Platz eins der Kinocharts und spielte 15,5 Millionen Dollar an den ersten drei Tagen ein, bei einem geschätzten Produktionsbudget von 40 Millionen.